# Ремулад
Ремула́д (фр. sauce rémoulade) — соус на основе майонеза во французской кухне. В состав соуса традиционно входят маринованные огурцы, каперсы, петрушка, зелёный лук, чеснок, оливковое масло, пряный уксус, горчица и анчоусы. Если из ремулада исключить анчоусы, то получится соус тартар.
Ремулад подают к мясным блюдам, заливному, панированной рыбе, морепродуктам и варёным яйцам. Его также используют в хотдогах и сэндвичах и бутербродах вместо сливочного масла или маргарина.